# Santuario di Maria Santissima Incoronata dei Bagni
Il santuario della Madonna dei Bagni (intitolato a "Maria Santissima Incoronata") è un santuario del comune di Scafati in provincia di Salerno, nella contrada omonima.
Il santuario si trovava precedentemente nel comune di Angri e passò a Scafati nel 1928 come compensazione per l'istituzione di Pompei come comune autonomo.

## Descrizione e storia
La devozione alla Madonna dei Bagni nacque in seguito alle guarigioni dalle malattie cutanee avvenute dopo il bagno in una fonte. Vicino alla fonte venne costruita una cappella votiva, sostituita in seguito da una chiesa.
La chiesa ha una facciata del primo Settecento in stile tardo barocco con campanile, e un interno a tre navate coperto con volte e cupola. Vi si conservano un crocifisso ligneo, il dipinto della Madonna dei Bagni di Simone Villano e tele nella cupola con scene della fonte di Giancarlo Pignataro. Il dipinto di maggiori proporzioni e di maggiore importanza è quello della cupola, opera della pittrice romana Rosanna Lancia. Negli intradossi dei quattro archi che reggono la cupola sono dipinte figure di Profeti. Nei pennacchi invece sono dipinte figure allegoriche di virtù.
La pittrice della cupola ha impostato il suo lavoro nel gruppo degli Apostoli che attorniano la tomba vuota, nella quale è rimasta la sindone bianca simile ad un bozzolo vuoto dal quale, pare, sia volata via la farfalla. Al lato sinistro del gruppo degli Apostoli tre figure muliebri rappresentano estasi, stupore e preghiera, i sentimenti suscitati nell'umanità dalla definizione dogmatica della gloriosa Assunzione della Vergine. Tutt'intorno, nella restante parte del cerchio, sono disposti i Santi che nei loro scritti hanno celebrato il dogma: San Bernardino da Siena, San Tommaso d'Aquino, Sant'Alfonso Maria de Liguori, San Giovanni Damasceno, San Bonaventura da Bagnoregio, Sant'Antonio di Padova; al centro, tra questi Santi si erge la figura di Pio XII, il Papa della proclamazione del dogma, ed a lui San Francesco d'Assisi presenta, in modellino, la chiesetta della Porziuncola dalla quale uscì l'Ordine dei Frati Minori, cavalieri dell'Assunta. Al centro della cupola è la Madonna che ascende estatica verso l'infinito. La chiesa inoltre dispone di un organo.
La fonte si trova vicino alla chiesa. Secondo la leggenda ogni anno la notte prima della festa un angelo scende a benedirla e per accoglierlo la fonte viene ornata di fiori. A causa dell'inquinamento è chiusa alla balneazione, ma accessibile ai pellegrini per la preghiera.